# Ago Ruus
Ago Ruus (nascido a 4 de agosto de 1949 em Vastseliina, condado de Võru) é um director e cineasta estoniano.
Em 1979 ele formou-se no Instituto Estatal Russo de Cinematografia.
De 1970 a 1971, de 1973 a 1974 e de 1979 a 1993 trabalhou na Tallinnfilm. Em 1996 ele fundou o estúdio de cinema PROfilm. Desde 2003 ele é o director artístico (em estoniano:  kunstiline juht) do Festival Internacional de Cinema de Natureza de Matsalu.
Em 2007 ele foi premiado com a Ordem da Estrela Branca, V classe.